# 김주연 (희극인)
김주연은 대한민국의 전직 희극 배우이자 무속인이다. 

## 학력
- 서울예술대학 방송연예과

## 경력
데뷔작은 짧은 뉴스이고 대표작은 주연아가 있다.

## 연기 활동

### TV
- 2006년 ~ 2009년 : 《개그야》(MBC)
  - 〈미녀는 외로워〉
  - 〈세계듣기평가대회〉
  - 〈고밍〉
  - 〈야야야〉
  - 〈주연아〉
  - 〈IQ 430〉
  - 〈짧은 뉴스〉
  - 〈한류최고의 토크쇼〉
  - 〈시사매거진 박준형의 눈〉
- 2008년 《코끼리》 (MBC)
- 2010년 《웃음버라이어티 꿀단지》 (MBC)
- 2011년 《추억은 방울방울》 (MBC)
- 2011년 《웃고 또 웃고》 (MBC)
- 2012년 《코미디에 빠지다》 (MBC)
- 2014년 《코미디의 길》 (MBC)

### 케이블 프로그램
- 2010년  《스키니》
- 2011년 《켠김에 왕까지》

## 뮤직비디오
- 박윤경 - 도도한여자 (2013년)

## 연기 외 활동
- 2007년 9월 1일 탤런트 이정호와 회사원 서윤실의 결혼식 축가 공연[1]

광고 모델 활동
- 2007년 한국스티펠〈드리클로〉(의약품)[2]

## 수상
- 2006년 문화방송(MBC) 방송연예대상 코미디시트콤부문 여자신인상